# Grafschaft
Eine Grafschaft war ursprünglich der Amtsbezirk, dem ein Graf als Richter vorstand, dann das reichsunmittelbare Besitztum und später die Standesherrschaft eines Grafen; auch Bezeichnung eines Comté genannten Herrschaftsgebietes in Frankreich. Heute ist eine Grafschaft (County) eine regionale Verwaltungseinheit im Vereinigten Königreich (für England siehe Grafschaft (England)), der Republik Irland, Kanada und den Vereinigten Staaten (siehe County (Vereinigte Staaten)). Für die Republik Irland und die USA ist der Begriff Landkreis dabei die bessere Übersetzung. Auch in anderen Staaten wie Australien oder Jamaika gibt es Countys, die aber ohne verwaltungstechnische Relevanz sind. Das Komitat als deutsche Bezeichnung für die regionalen Verwaltungseinheiten Ungarns ist vom lateinischen comes (Graf) abgeleitet, womit der Begriff Komitat sinngemäß auch einer Grafschaft entspricht.

## Geschichte
Nach dem Sachsenspiegel aus der Zeit um 1230 ist der Graf ein Sonderrichter, der im Namen des Königs in bestimmten Fällen „bei Königsbann“ zu Gericht sitzt. Die Art der Bannfälle ergibt sich aus dem Wesen des Königtums: „Den König kürt man zum Richter über Grundeigen und Lehen und über das Leben eines jeden Menschen“ (Ssp. Ldr. III/52,2). Daraus folgt die ausschließliche Zuständigkeit des Königs – und damit des Grafen – bei Klagen gegen den Adel beinah von selbst. Zum Gericht „bei Königsbann“ gehörte eine vom Adel, den Schöffenbarfreien, besetzte Schöffenbank. Die Fläche der Grafschaft lag in der Größenordnung von Landkreisen. Bei der Entstehung der Länder im späten Mittelalter spielte der Erwerb – und damit die Mediatisierung –  von Grafschaften durch die Landesherrn eine wichtige Rolle. Der Beginn der spätmittelalterlichen Landesherrschaft im 14. Jahrhundert ist zugleich das Ende der früh- und hochmittelalterlichen Grafschaft.
1521 gab es im Heiligen Römischen Reich 144 reichsunmittelbare Grafschaften („Reichsgrafschaften“).
Einige Landkreise in Niedersachsen, die ihre Territorialgeschichte auf Grafschaften zurückführen konnten, trugen diesen Titel in ihrem amtlichen Namen; nach der kommunalen Neugliederung Ende der 1970er-Jahre wird einzig der Landkreis Grafschaft Bentheim noch so bezeichnet.
Nicht mit den Grafschaften zu vergleichen sind Mark-, Pfalz- oder Landgrafschaften, welche den Herzogtümern gleichstanden. Die heutigen Länder Brandenburg und Sachsen gehen auf Markgrafschaften zurück, Thüringen und Hessen auf Landgrafschaften.
Countys als Gebietseinheiten in England gehen bis in das 12. Jahrhundert zurück. Heute gibt es die Verwaltungsgrafschaften (heutige Verwaltungseinheiten) sowie die traditionellen (bis 1888 bestehenden) und die zeremoniellen Grafschaften.